# Gare de Liverpool Lime Street
Cet article concerne la gare principale de Liverpool. Pour la gare de Londres, voir Gare de Liverpool Street.
 (mai 2025).
Si vous disposez d'ouvrages ou d'articles de référence ou si vous connaissez des sites web de qualité traitant du thème abordé ici, merci de compléter l'article en donnant les références utiles à sa vérifiabilité et en les liant à la section « Notes et références ».
La gare de Liverpool Lime Street est une gare ferroviaire desservant le centre-ville de Liverpool au Royaume-Uni. 
Cette gare en impasse est la tête d'une des branches de la West Coast Main Line. Elle est également desservie par les trains de la TransPennine Express. Un tunnel permet l'accès à une gare passante du réseau de trains de banlieue Merseyrail. Lime Street est la plus importante gare de Liverpool[réf. nécessaire]. C'est une des 18 gares gérées par Network Rail.

## Histoire
L'ancienne gare de Crown Street, premier terminus du Liverpool and Manchester Railway, est construite en 1830 à Edge Hill en dehors du centre-ville, à l'est.
La ville de Liverpool achète un terrain sur Lime Street pour 9 000 livres. En 1832, un tunnel est construit depuis Edge Hill et les travaux de construction de la nouvelle gare commencent en octobre 1833. Elle est mise en service en août 1836, mais les travaux ne sont terminés que l’année suivante.
À cause de la forte déclivité entre Edge Hill et Lime Street, les trains devaient stationner à Edge Hill pour que les locomotives soient détachées du convoi ; les voitures arrivaient à Lime Street par la force de la gravité sous le contrôle de serre-freins. En sens inverse, les voitures étaient tractées depuis Lime Street par un câble tiré par un moteur à vapeur stationné à Edge Hill. Ce fonctionnement s'est arrêté en mars 1870, après que la voie entre Edge Hill et Lime Street a été convertie.
Après six ans d’existence, la croissance rapide du trafic ferroviaire rend nécessaire l'extension de la gare. Un projet prévoit la construction d'un toit en fer forgé à deux versants soutenu par des colonnes en fer forgé, similaire à celui érigé à la gare d'Euston. Mais Richard Turner et William Armstrong Fairburn proposent un toit en arche. Ce projet est choisi et les travaux sont terminés en 1849.
En 1867, une nouvelle extension est nécessaire et l'actuel hall nord est construit. Avec une largeur d'environ 61 mètres, la voûte de ce hall est alors l'une des plus larges du monde. C'est également le premier hall entièrement construit en fer forgé.
Un second hall est érigé au sud en 1879.
La même année, le North Western Hotel est bâti devant la gare. Dessiné par Alfred Waterhouse sur le modèle des châteaux français, cet hôtel est aujourd'hui une résidence pour les étudiants de l'université de Liverpool John Moores.
La gare comporte une statue de la femme politique Bessie Braddock.

## Service des voyageurs

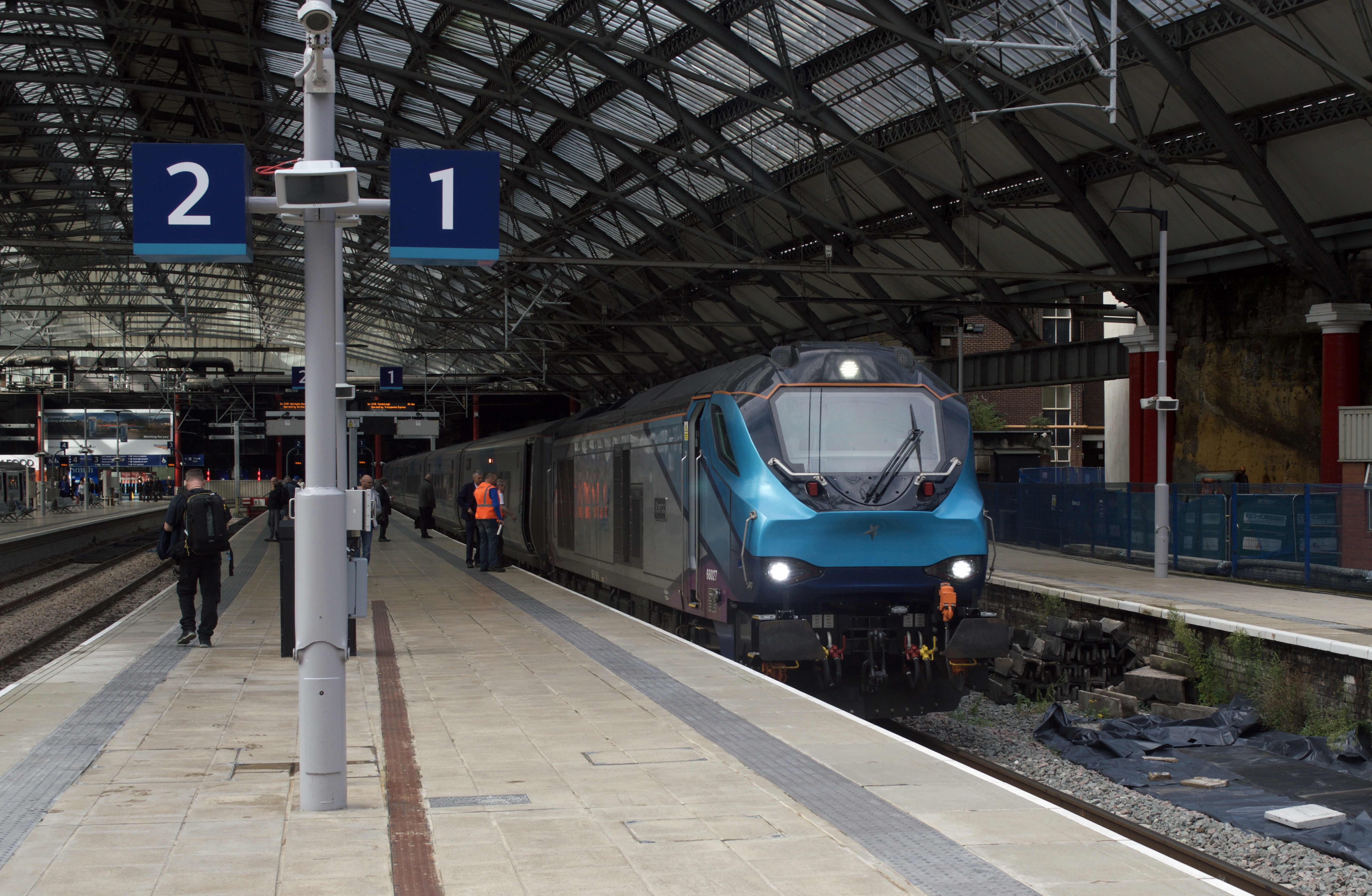
Un train Direct Rail Services.

### Connexion de Chester
Le système électrique de troisième rail de la compagnie du réseau ferroviaire Merseyrail la connecte aux autres gares souterraines de Liverpool et de Birkenhead comme la Gare de Chester.